# Record du monde du 3 000 mètres steeple
Pour un article plus général, voir Records du monde d'athlétisme.
Les records du monde du 3 000 mètres steeple sont actuellement détenus par l'Éthiopien Lamecha Girma avec le temps de 7 min 52 s 11, établi le 9 juin 2023 lors du Meeting de Paris, et par la Kényane Beatrice Chepkoech, créditée de 8 min 44 s 32 le 20 juillet 2018 lors du Meeting Herculis, à Monaco.
Le premier record du monde du 3 000 m steeple homologué par World Athletics est celui du Hongrois Sándor Rozsnyói en 1954 avec le temps de 8 min 49 s 6. Le Belge Gaston Roelants est le premier athlète à parcourir la distance en moins de 8 min 30 s (en 1963), le Kényan Moses Kiptanui étant le premier à franchir la barrière des 8 minutes (en 1995).
Le premier record du monde féminin, homologué pour la première fois en 2000, est établi par la Roumaine Cristina Casandra en 9 min 43 s 64. La Russe Gulnara Samitova-Galkina est officiellement la première athlète à couvrir la distance en moins de 9 minutes (en 2008).

## Record du monde masculin

### Premiers records
| |  |  |
| Pentti Karvonen (à gauche) améliore à deux reprises le record du monde. Gaston Roelants (à droite) est le premier athlète à descendre sous les 8 min 30 s sur 3 000 m steeple. |  |  |

En 1954, l'IAAF prend la décision de standardiser les règles régissant l'épreuve du 3 000 mètres steeple, en fixant notamment le profil en fonction d'un circuit de 400 m et dont la distance totale devra désormais comprendre vingt-huit franchissements de barrières et sept sauts de rivière. La hauteur et le poids des haies et l'intervalle entre chaque obstacle sont également codifiés. Ainsi, le premier record du monde masculin du 3 000 m steeple homologué par la Fédération internationale est celui du Hongrois Sándor Rozsnyói qui établit le temps de 8 min 49 s 6 le 28 août 1954 à l'occasion de sa victoire aux championnats d'Europe de Berne, en Suisse. 
Dès l'année suivante, cinq athlètes améliorent ou égalent ce record du monde : le Finlandais Pentti Karvonen à deux reprises (8 min 47 s 8 le 1er juillet à Helsinki et 8 min 45 s 4 le 15 juillet à Oslo), le Soviétique Vasiliy Vlasenko (8 min 45 s 4 le 18 août à Moscou), et le Polonais Jerzy Chromik par deux fois également (8 min 41 s 2 le 31 août à Brno et 8 min 40 s 2 le 11 septembre à Budapest). Le 14 août 1956, à Moscou, le Soviétique Semyon Rzhishchin est le premier à descendre sous les 8 min 40 s en signant le temps de 8 min 39 s 8, record que reprend Sándor Rozsnyói le 16 septembre 1956 à Budapest en améliorant de près de quatre secondes la performance du Soviétique en 8 min 35 s 6. 
Semyon Rzhishchin améliore pour la deuxième fois le record du monde en établissant le temps de 8 min 35 s 5 le 21 juillet 1958 à Tallinn, record que s'approprie de nouveau Jerzy Chromik le 2 août 1958 à Varsovie en 8 min 32 s 0.
Le record du monde de Jerzy Chromik est amélioré de 6/10e de seconde par son compatriote Zdzisław Krzyszkowiak qui établit le temps de 8 min 31 s 4 le 26 juin 1960 à Toula quelques semaines avant son titre aux Jeux olympiques de Rome. Dépossédé de son record du monde le 28 mai 1961 par le Roumain Grigoriy Taran, auteur de 8 min 31 s 2 à Kiev, Krzyszkowiak reprend son bien moins d'un mois plus tard, le 26 juin 1961 à Wałcz, en réalisant le temps de 8 min 30 s 4. Le 7 septembre 1963, à Louvain, le Belge Gaston Roelants devient le premier athlète à descendre sous les 8 min 30 s en améliorant de 8/10e le record mondial de Krzyszkowiak en 8 min 29 s 6. Le 7 août 1965, à Bruxelles, Gaston Roelants retranche près de trois secondes à son propre record en s'imposant dans le temps de 8 min 26 s 4.
Le 17 juillet 1968, le Finlandais Jouko Kuha bat de près de deux secondes le record de Roelants en réalisant 8 min 24 s 2 à Stockholm, performance égalée par le Soviétique Vladimir Dudin le 19 août 1969 à Kiev, puis améliorée de 2/10e de seconde le 4 juillet 1970 à Berlin par l'Australien Kerry O'Brien.

### De Anders Gärderud à Henry Rono
| |  |  |
| Anders Gärderud (à gauche) améliore à quatre reprises le record du monde. Henry Rono (à droite) établit un nouveau record du monde en 1978. |  |  |

Le 14 octobre 1972, à Helsinki, le Suédois Anders Gärderud améliore de plus d'une seconde le temps de Kerry O'Brien et s'approprie le record du monde en 8 min 20 s 8.
Ce record est égalé par le Kényan Ben Jipcho le 15 janvier 1973 au cours des Jeux africains de Lagos au Nigeria, mais il ne sera pas homologué par l'IAAF. Le 19 juin 1973, à Helsinki lors de la rencontre Finlande-Italie-Kenya, Ben Jipcho devient le premier athlète à descendre sous les 8 min 20 s avec 8 min 19 s 1. Huit jours plus tard, le 27 juin 1973, toujours dans le Stade olympique d'Helsinki, il réussit l'exploit d'améliorer son propre record du monde de près de six secondes en le portant à 8 min 14 s 0. 
Anders Gärderud reprend le record mondial de Jipcho en l'améliorant à deux reprises en une semaine d'intervalle : une première fois le 25 juin 1975 à Oslo en 8 min 10 s 4, puis une seconde fois le 1er juillet 1975 à Stockholm en 8 min 9 s 8. 
Le 28 juillet 1976, à Montréal en finale des Jeux olympiques, le Suédois remporte la médaille d'or du 3 000 m steeple et signe son troisième record du monde consécutif sur la distance, le quatrième de sa carrière, en établissant le temps de 8 min 8 s 0. 
Le record du monde d'Anders Gärderud est battu de près de trois secondes deux ans plus tard, le 13 mai 1978 à Seattle, par le Kényan Henry Rono en 8 min 5 s 4. Durant une période de 81 jours, il enregistrera trois autres records du monde : sur 3 000 m,  sur 5 000 m et sur 10 000 m.

### Moses Kiptanui sous les huit minutes

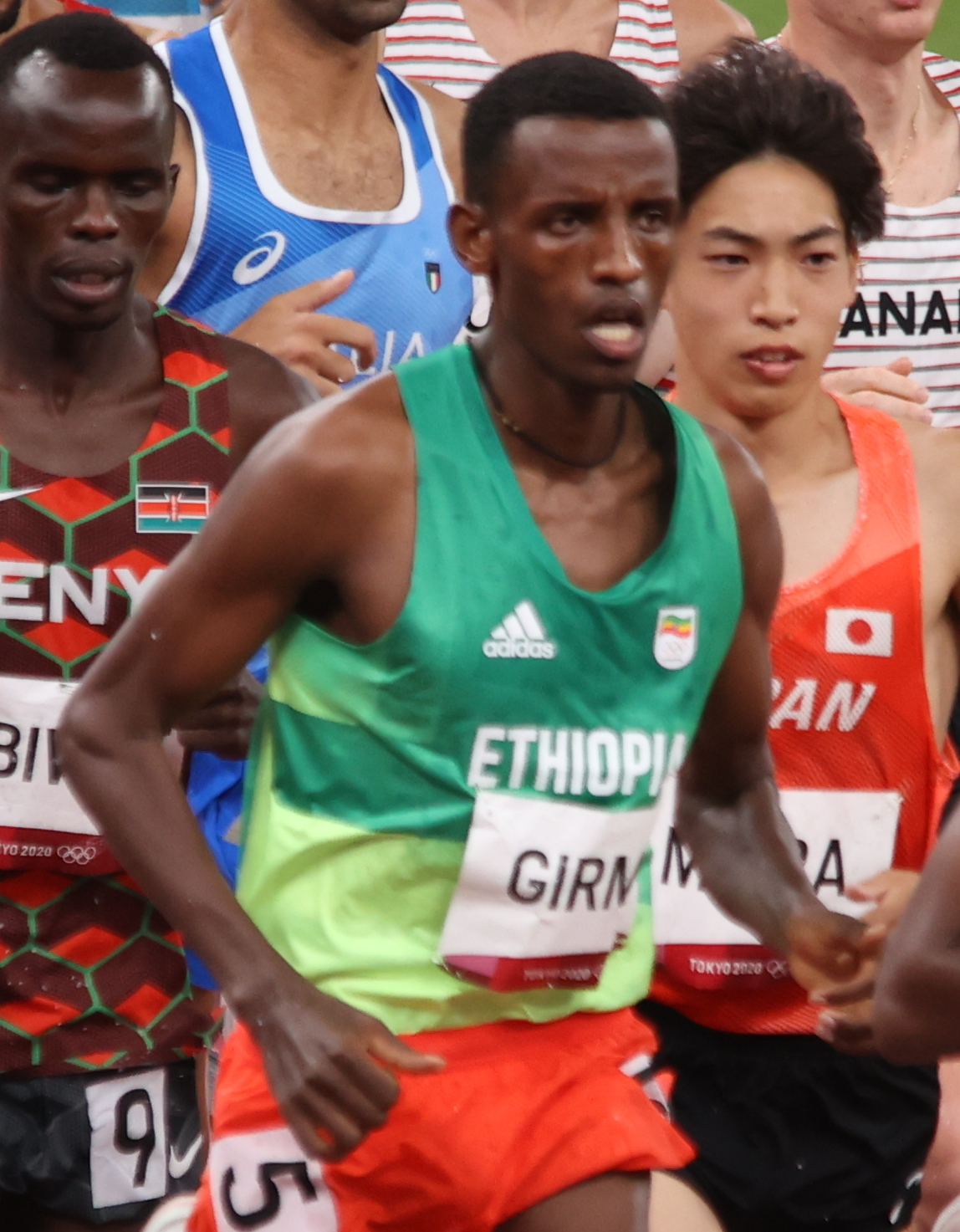
Lamecha Girma est l'actuel détenteur du record du monde masculin du 3000 m steeple.

Approché à plusieurs reprises, le record de Henry Rono n'est amélioré que onze ans plus tard, le 3 juillet 1989 à Stockholm, par son compatriote Peter Koech qui établit la première mesure officielle au chronométrage électronique, en 8 min 5 s 35. 
Le 19 août 1992, lors du Weltklasse de Zurich, l'autre Kényan Moses Kiptanui, champion du monde en 1991, améliore de 3 s 27 le record du monde de Peter Koech en franchissant la ligne d'arrivée en 8 min 2 s 08. De nouveau champion du monde en 1993, il devient, le 16 août 1995 à Zurich, le premier homme à franchir la barrière des huit minutes au 3 000 m steeple en établissant le temps de 7 min 59 s 19, et ce sans bénéficier de l'aide de lièvres.
Le 13 août 1997, toujours à Zurich, le Kényan Wilson Boit Kipketer, champion du monde en titre, bat de 10/100e de seconde le record mondial de Moses Kiptanui en 7 min 59 s 08. Une semaine plus tard, le 24 août 1997 à Cologne, son compatriote Bernard Barmasai améliore de plus de trois secondes ce record en le portant à 7 min 55 s 72, poussé par Moses Kiptanui qui se classe deuxième de la course en 7 min 56 s 16.
Le 24 août 2001, lors du Mémorial Van Damme de Bruxelles, le Marocain Brahim Boulami devient le nouveau détenteur du record du monde en 7 min 55 s 28, record qui était la propriété d'un athlète kényan depuis 1978. Il porte ensuite la meilleure marque mondiale à 7 min 53 s 17 le 16 août 2002 à Zurich, mais celle-ci est invalidée rétroactivement par l'IAAF en raison d'un contrôle positif à l'EPO qui lui occasionnera deux ans de suspension.
Le 3 septembre 2004, lors du Mémorial Van Damme, le Kényan naturalisé Qatarien Saif Saaeed Shaheen établit l'actuel record du monde du 3 000 m steeple en 7 min 53 s 63, améliorant d'une seconde et demie le temps de Brahim Boulami. 
Le 9 juin 2023, au cours du Meeting de Paris, l'Éthiopien Lamecha Girma bat de plus d'une seconde et demie le record du monde de Saif Saaeed Shaheen en parcourant la distance en 7 min 52 s 11. Le système de la Wavelight est utilisé.

### Progression
32 records du monde masculins du 3 000 m steeple ont été homologués par World Athletics.
|  | Actuel record du monde |  | Record du monde homologué mais annulé rétroactivement |

| Chronométrage manuel       |                       |           |                   |
| 8 min 49 s 6               | Sándor Rozsnyói       | Berne     | 28 août 1954      |
| 8 min 47 s 8               | Pentti Karvonen       | Helsinki  | 1er juillet 1955  |
| 8 min 45 s 4               | Pentti Karvonen       | Oslo      | 15 juillet 1955   |
| 8 min 45 s 4               | Vasiliy Vlasenko      | Moscou    | 18 août 1955      |
| 8 min 41 s 2               | Jerzy Chromik         | Brno      | 31 août 1955      |
| 8 min 40 s 2               | Jerzy Chromik         | Budapest  | 11 septembre 1955 |
| 8 min 39 s 8               | Semyon Rzhishchin     | Moscou    | 14 août 1956      |
| 8 min 35 s 6               | Sándor Rozsnyói       | Budapest  | 16 septembre 1956 |
| 8 min 35 s 5               | Semyon Rzhishchin     | Tallinn   | 21 juillet 1958   |
| 8 min 32 s 0               | Jerzy Chromik         | Varsovie  | 2 août 1958       |
| 8 min 31 s 4               | Zdzisław Krzyszkowiak | Toula     | 26 juin 1960      |
| 8 min 31 s 2               | Grigoriy Taran        | Kiev      | 28 mai 1961       |
| 8 min 30 s 4               | Zdzisław Krzyszkowiak | Wałcz     | 26 juin 1961      |
| 8 min 29 s 6               | Gaston Roelants       | Louvain   | 7 septembre 1963  |
| 8 min 26 s 4               | Gaston Roelants       | Bruxelles | 7 août 1965       |
| 8 min 24 s 2               | Jouko Kuha            | Stockholm | 17 juillet 1968   |
| 8 min 22 s 2               | Vladimir Dudin        | Kiev      | 19 août 1969      |
| 8 min 22 s 0               | Kerry O'Brien         | Berlin    | 4 juillet 1970    |
| 8 min 20 s 8               | Anders Gärderud       | Helsinki  | 14 septembre 1972 |
| 8 min 19 s 8               | Ben Jipcho            | Helsinki  | 19 juin 1973      |
| 8 min 14 s 0               | Ben Jipcho            | Helsinki  | 27 juin 1973      |
| 8 min 10 s 4               | Anders Gärderud       | Oslo      | 25 juin 1975      |
| 8 min 09 s 8               | Anders Gärderud       | Stockholm | 1er juillet 1975  |
| 8 min 08 s 2               | Anders Gärderud       | Montréal  | 28 juillet 1976   |
| 8 min 05 s 4               | Henry Rono            | Oslo      | 13 mai 1978       |
| Chronométrage électronique |                       |           |                   |
| 8 min 05 s 35              | Peter Koech           | Stockholm | 3 juillet 1989    |
| 8 min 02 s 08              | Moses Kiptanui        | Zurich    | 19 août 1992      |
| 7 min 59 s 18              | Moses Kiptanui        | Zurich    | 16 août 1995      |
| 7 min 59 s 08              | Wilson Boit Kipketer  | Zurich    | 13 août 1997      |
| 7 min 55 s 72              | Bernard Barmasai      | Cologne   | 24 août 1997      |
| 7 min 55 s 28              | Brahim Boulami        | Bruxelles | 24 août 2001      |
| 7 min 53 s 17              | Brahim Boulami        | Zurich    | 16 août 2002      |
| 7 min 53 s 63              | Saif Saaeed Shaheen   | Bruxelles | 3 septembre 2004  |
| 7 min 52 s 11              | Lamecha Girma         | Paris     | 9 juin 2023       |

## Record du monde féminin

### Historique

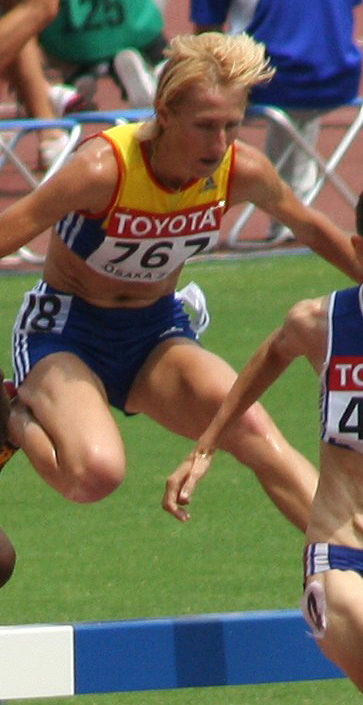
Cristina Casandra établi le premier record du monde homologué par l'IAAF en 2000.

Le premier record du monde féminin du 3 000 m steeple homologué par l'IAAF est celui de  la Roumaine Cristina Casandra qui établit le temps de 9 min 43 s 64, le 7 août 2000 à Bucarest, avant de porter ce record à 9 min 40 s 20 le 30 août 2000 à Reims. La Polonaise Justyna Bąk s'approprie le record du monde le 9 juillet 2001 à Nice en améliorant de près de quinze secondes le temps de Cristina Casandra en 9 min 25 s 31, puis l'améliore une nouvelle fois, le 5 juin 2002, en réalisant le temps de 9 min 22 s 29 à Milan. Une semaine plus tard, le 12 juin 2002 à Ostrava, la Biélorusse Alesia Turava fixe le record du monde à 9 min 21 s 72, avant de l'abaisser de près de cinq secondes, le 27 juillet 2002 à Gdańsk, en 9 min 16 s 51.
Le 10 août 2003, la Russe Gulnara Samitova-Galkina améliore de près de huit secondes le record du monde d'Alesia Turava en établissant le temps de 9 min 8 s 33 à Toula, avant de le battre de près de sept secondes, le 4 juillet 2004 à Héraklion, en 9 min 1 s 59. Le 17 août 2008, à l'occasion de sa victoire aux Jeux olympiques de 2008, à Pékin, elle devient la première athlète féminine à descendre sous la barrière des neuf minutes en établissant le temps de 8 min 58 s 81.
Lors du meeting de Paris, le 27 août 2016, la championne olympique en titre Ruth Jebet, consacrée aux Jeux de Rio quelques jours plus tôt à seulement 19 ans, réalise 8 min 52 s 78, battant le record de Samitova-Galkina de près de 6 secondes. Plus tôt en 2016, Jebet était devenu la deuxième femme après Goulnara Samitova-Galkina à descendre sous les 9 minutes, à Eugene lors du Prefontaine Classic.
Le 20 juillet 2018, au cours du Meeting Herculis à Monaco, la Kényane Beatrice Chepkoech porte le record mondial à 8 min 44 s 32, améliorant de plus de 8 secondes l'ancienne marque de Ruth Jebet qui a été annoncée ce jour-même comme suspendue pour dopage.

### Progression
9 records du monde féminins du 3 000 m steeple ont été homologués par World Athletics.
| Temps         | Athlète                  | Lieu      | Date            |
| ------------- | ------------------------ | --------- | --------------- |
| 9 min 43 s 64 | Cristina Casandra        | Bucarest  | 7 août 2000     |
| 9 min 40 s 20 | Cristina Casandra        | Reims     | 30 août 2000    |
| 9 min 25 s 31 | Justyna Bąk              | Nice      | 9 juillet 2001  |
| 9 min 22 s 29 | Justyna Bąk              | Milan     | 5 juin 2002     |
| 9 min 21 s 72 | Alesia Turava            | Ostrava   | 12 juin 2002    |
| 9 min 16 s 51 | Alesia Turava            | Gdańsk    | 27 juillet 2002 |
| 9 min 08 s 33 | Gulnara Samitova-Galkina | Toula     | 10 août 2003    |
| 9 min 01 s 59 | Gulnara Samitova-Galkina | Héraklion | 4 juillet 2004  |
| 8 min 58 s 81 | Gulnara Samitova-Galkina | Pékin     | 17 août 2008    |
| 8 min 52 s 78 | Ruth Jebet               | Paris     | 27 août 2016    |
| 8 min 44 s 32 | Beatrice Chepkoech       | Monaco    | 20 juillet 2018 |

## Autres catégories d'âge
Les records du monde juniors du 3 000 m steeple sont actuellement détenus par le Qatarien Saif Saaeed Shaheen (qui concourt alors pour le Kenya sous son nom de naissance Stephen Cherono), auteur de 7 min 58 s 66 le 24 août 2001 à Bruxelles, et par la Kényane Celliphine Chepteek Chespol, créditée de 9 min 5 s 70 le 5 mai 2017 à Doha. 
Les meilleures performances mondiales cadets, qui se disputent uniquement sur l'épreuve du 2 000 m steeple, sont la propriété de l'Éthiopien Meresa Kassaye (5 min 19 s 99 le 12 juillet 2013 à Donetsk) et de sa compatriote Korahubsh Itaa (6 min 11 s 83 le 10 juillet 2009 à Bressanone).
| Record                                                 | Athlète         | Temps         | Date            | Lieu      |
| ------------------------------------------------------ | --------------- | ------------- | --------------- | --------- |
| Record du monde junior                                 | Stephen Cherono | 7 min 58 s 66 | 24 août 2001    | Bruxelles |
| Meilleure performance mondiale cadet (2 000 m steeple) | Meresa Kassaye  | 5 min 19 s 99 | 12 juillet 2013 | Donetsk   |

| Record                                                 | Athlète                     | Temps         | Date            | Lieu       |
| ------------------------------------------------------ | --------------------------- | ------------- | --------------- | ---------- |
| Record du monde junior                                 | Celliphine Chepteek Chespol | 9 min 5 s 70  | 5 mai 2017      | Doha       |
| Meilleure performance mondiale cadet (2 000 m steeple) | Korahubsh Itaa              | 6 min 11 s 83 | 10 juillet 2009 | Bressanone |